# Kóbe (nádraží)
Kóbe je osobní železniční nádraží a stanice v Japonsku. 

## Historie
V provozu od 11. května 1874.

## Současnost

### Nástupiště
Nádraží má celkem 5 dopravních kolejí.
| stanice | kolej | linka                                                 | směr                |
| ------- | ----- | ----------------------------------------------------- | ------------------- |
| JR      | 1     | A Několik regionálních vlaků                          | Ašija               |
| JR      | 2     | A Rychlíky, spěšné vlaky a několik regionálních vlaků | Ašija, Ósaka, Kjóto |
| JR      | 3     | A Regionální a městské vlaky                          | Rokkómiči, Ašija    |
| JR      | 4     | A Regionální a městské vlaky                          | Suma, Akaši         |
| JR      | 5     | A Rychlíky, spěšné vlaky a několik regionálních vlaků | Akaši, Himedži      |

### Vlakové trasy
- Linka  A 
  - Tokkiu "Hamakaze": Rychlík. Expresní cena je potřeba.
  - Tokkiu "Super Hakto": Spěšný vlak. Expresní cena je potřeba.
  - Tokkiu "Rak Rak Harima": Spěšný vlak. Expresní cena je potřeba. Zastavuje ve stanicích, ve kterých "Super Hakto" zastavuje a Ókubo.
  - Šinkajsok: Spěšný vlak
  - Kajsok: Regionální vlak
  - Fucú: Městský vlak

Stav: 13. březen 2021 
| Průměrný interval (min) | Trasa na západ | Linka                             | Trasa na východ                                                                   | Průměrný interval (min) | Společnost |
| ----------------------- | --- | --------------------------------- | --------------------------------------------------------------------------------- | ----------------------- | ---------- |
| třikrát denně           | Tottori, Kasumi -...- Fuksaki - Himedži - (Kakogava) - (Niši Akaši) - Akaši - Kóbe Vlak zastavuje v Niším Akaším a Kakogave jen jednou denně. | Tokkiu Hamakaze                   | Kóbe - Samnomija - Ósaka                                                          | čtyřikrát denně         | JR West    |
| dvakrát denně           | (Tottori -...- ) Himedži - Kakogava - (Ókubo) - Niši Akaši - Akaši - Kóbe                                                                     | Tokkiu Super Hakto Rak Rak Harima | Kóbe - Samnomija - Ósaka                                                          | čtyřikrát denně         | JR West    |
| 15                      | (Akó,Aboši -...- ) Himedži - Kakogava - Niši Akaši - Akaši - Kóbe                                                                             | A Šinkajsok                       | Kóbe - Samnomija - Ašija - Amagasaki - Ósaka -...- Jasu,Nagahama                  | 15                      | JR West    |
| 15                      | Aboši,Kakogava -...- Akaši - Maiko - Tarumi - Suma - Hjógo - Kóbe                                                                             | A Kajsok                          | Kóbe - Motomači - Samnomija - Rokkómiči - Sumijoši - Ašija -...- Jasu,Majbara     | 15                      | JR West    |
| 7.5                     | (Kakogava,Akaši -...- ) Suma - Suma Kaihin Kóen - Takatori - Šin Nagata - Hjógo - Kóbe                                                        | A Fucú                            | Kóbe - Motomači - Samnomija - Nada - Maja - Rokkómiči -...- Takacuki, Šidžónavate | 7.5                     | JR West    |

### Dopravní dostupnost
Poblíž nádraží Kóbe se nacházejí 2 podzemní stanice.
| stanice                               | linka                                                             | směr                                 |
| ------------------------------------- | ----------------------------------------------------------------- | ------------------------------------ |
| Kósok Kóbe stanice                    | HS Regionální a městský vlak a metro HK Regionální a městský vlak | Nagata, Samnomija, Rokkó, Nišinomija |
| Harbour Land Metro stanice (podzemní) | K Metro                                                           | Čúó Ičiba, Samnomija                 |

### Okolní objekty
- Chrám Minatogava
- Harbour Land